# Voćin
Voćin är en ort i Kroatien.   Den ligger i länet Virovitica-Podravinas län, i den östra delen av landet, 120 km öster om huvudstaden Zagreb. Voćin ligger 237 meter över havet och antalet invånare är 1 167.
Terrängen runt Voćin är platt åt nordost, men åt sydväst är den kuperad. Runt Voćin är det glesbefolkat, med 13 invånare per kvadratkilometer. Närmaste större samhälle är Slatina, 15,3 km nordost om Voćin. I omgivningarna runt Voćin växer i huvudsak lövfällande lövskog.